# Austracris
Austracris is een geslacht van rechtvleugeligen uit de familie veldsprinkhanen (Acrididae). De wetenschappelijke naam van dit geslacht is voor het eerst geldig gepubliceerd in 1923 door Uvarov.

## Soorten
Het geslacht Austracris omvat de volgende soorten:
- Austracris basalis Walker, 1870
- Austracris eximia Sjöstedt, 1931
- Austracris guttulosa Walker, 1870
- Austracris proxima Walker, 1870